# 鎖の噴水現象

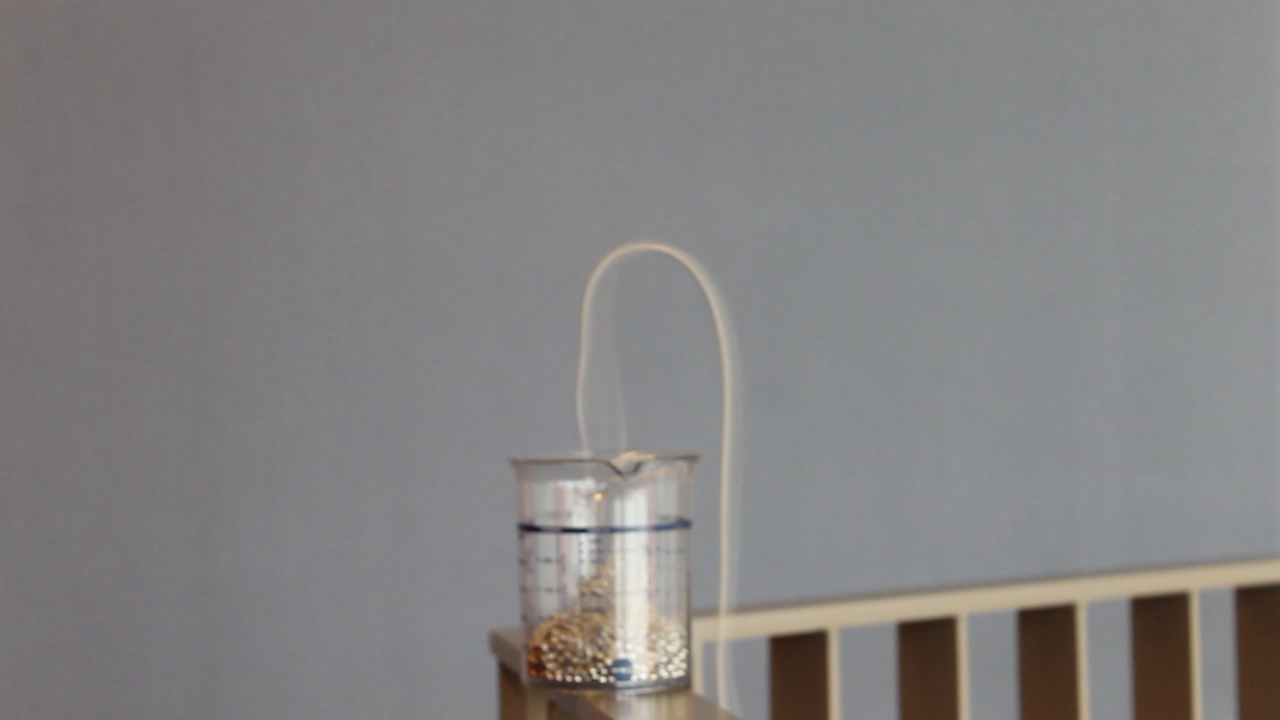
鎖の噴水現象の写真

鎖の噴水現象（英: chain fountain）は、ニュートンビーズ、チェイン・ファウンテンとも呼ばれる非直感的な物理現象であり、ビーズの繋がった鎖の一方の端がビーカー（などの入れ物）から引きずり出されるときに生じる。鎖がビーカーの縁を越えて空中にアーチを形成し、そのピークは明らかにビーカーの縁よりも高く、ビーカーから目に見えないサイフォンで吸い取られたかのように振る舞う。

## 詳細
この鎖の噴水現象は、剛体リンクで構成された長いボールチェーンで顕著に見られる。ビーカーの位置が高ければ高いほど、（鎖の速度は上がるため）サイフォンの原理で鎖のピークは高くなる。鎖が充分に長ければ、ビーカーが30メートルの高さで、そのピークが 2.1メートルに達することが実験で示されている。
この現象は、科学者のスティーブ・モールドの撮影した動画によって広く注目され始めた。スティーブがこの自己サイフォンビーズ現象を実証した映像 をケンブリッジ大学のジョン・ビギンズとマーク・ワーナーが注目し、Proceedings of the Royal Society A に “chain fountain” という名でこの現象の調査結果を論文として提出した。

## 説明
噴水現象について、エネルギーや運動量などいくつかの異なる概念を用いた説明がなされている。いずれにせよ、鎖の噴水現象はビーカーの内部で生じる上向きの力によって引き起こされていると考えられている。その力は鎖の剛性や、関節の曲がる角度の制限によって引き起こされている。鎖がビーカーから上方向に引っ張られると、その引っ張られた鎖の一部分は回転する。そしてその回転はその反対側が下向きに動く力となるため、その反作用としてさらに上向きの力が生じるのである。鎖のビーズが横にも移動するため、下の鎖に当たった時に垂直に飛び跳ねることもあるが、この上向きの力は鎖の噴水現象の主要な要因ではない。